# Lubor Bárta
Pour les articles homonymes, voir Bárta.
Lubor Bárta (8 août 1928 à Lubná - 5 novembre 1972  à Prague) est un compositeur tchécoslovaque.

## Biographie
Bárta a fait ses études de musique de 1946 à 1948 à l'Université Charles de Prague et ensuite jusqu'en 1952 a été l'élève de Jaroslav Řídký à l'Académie tchèque des arts musicaux de 1948 à 1952. De 1952 à 1955, il a été l'animateur artistique de l'ensemble Proud. Il a vécu à Prague menant une carrière d'enseignant et de compositeur libre. Ces premières compositions traduisent les influences de Igor Stravinsky pour la métrique, de Béla Bartók pour la rythmique et l'harmonie néoclassique de Paul Hindemith, puis Bárta a trouvé un style propre surtout dans ses compositions instrumentales.
Il a composé trois symphonies, des concertos pour violon, pour clavier et pour alto, des quatuors à cordes, des pièces pour le piano, une sonate pour la guitare, une pour la flûte et une pour clavecin, ainsi que d'autres pièces de musique de chambre.

## Œuvres

### Musique symphonique
- Symphonie no 1, 1955
- Concerto pour orchestre de chambre, 1956
- Dramatická suita (Suite dramatique) pour grand orchestre, 1958
- Z východních Čech (De la Bohême orientale). Suite Symphonique, 1960
- Ludi, pour orchestre de chambre, 1964
  1. Preludium
  2. Interludium
  3. Ludus nocturnus
  4. Ludus diurnus
- Symphonie no 2, 1969
- Musica romantica per archi, 1971
- Symphonie no 3, 1972

### Concertos
- Premier concerto pour violon et orchestre, 1952
- Quatre Solos Instrumentaux pour piano, violon, violoncelle et flûte avec accompagnement orchestral, 1955
- Concerto pour alto et orchestre, 1957
- Concerto pour clavier et orchestre, 1959
- Second concerto pour violon et orchestre, 1969

### Musique de chambre
- Divertimento pour quintette à vent, 1949
- Premier quatuor à cordes, 1950
- Premier quintette à vent, 1956
- Première sonate pour clavier, 1956
- Trio en ut majeur pour violon, violoncelle et clavier, 1956
- Sonatine pour trombone et clavier, 1956
- Second quatuor à cordes, 1957
- Sonate pour clarinette et clavier, 1958
- Seconde Sonate pour violon et clavier, 1959
- Balada a burleska (Ballade et Burlesque pour violoncelle et clavier), 1963
- Concertino pour trombone et clavier, 1964
- Čtyři skladby (Quatre compositions pour hautbois (ou clarinette) et clavier), 1965
- Sonate pour guitare seule, 1965
- Čtyři kusy (Quatre pièces pour violon et guitare), 1966
- Sonate pour flûte et clavier, 1966
- Troisième quatuor à cordes, 1967
- Tři kusy (Trois pièces pour violoncelle et clavier), 1968
- Second quintette à vent, 1969
- Amoroso pour cor anglais et clavier, 1971
- Sonate pour violoncelle et clavier, 1972

### Clavier
- Variations, 1948
- Trois études Polka, 1949
- Preludium et Toccata, 1950
- Première sonate pour clavier, 1956
- Seconde sonate pour clavier, 1961
- Osm skladeb (Huit compositions pour clavier), 1965
- Osm skladeb pro mladé klavíristy (Huit compositions pour jeunes pianistes), 1967
- Sonate pour clavecin, 1967
- Troisième sonate pour clavier, 1970

### Musique vocale
- Komsomol, Cantate, 1951
- Zpěv nového věku (Lied pour le nouveau temps). Cantate pour Chœur et Orchestre, 1962
- Tři mužské sbory (Trois chœurs d'hommes), sur des textes de M. Florian, P. Verlaine et F. Hrubin, 1963
- Čtyři písně pro děti (Quatre lieder pour enfants) avec accompagnement de piano sur des textes de V. Nekvinda, J. Havel et Z. Kriebel, 1965
- Čtyři dětské sbory (Quatre chœurs pour enfants), sur des textes de Z. Kriebel, 1965

## Sources
- Ivan Štraus, Památce Lubora Bárty, in: Hudební rozhledy 25, 1972,  (ISSN 0018-6996), p. 560–562.
- Nicolas Slonimsky, Alain Paris et Marie-Stella Paris, Dictionnaire biographique des musiciens, R. Laffont, 1995 (ISBN 2-221-06510-7, 978-2-221-06510-5 et 2-221-06787-8, OCLC 33096600, lire en ligne)